# Alejandro Borgo
Alejandro J. Borgo (n. en Buenos Aires el 5 de agosto de 1958) es un periodista, escritor y músico.

## Trayectoria
Entre 1979 y 1987 realizó investigaciones de supuestos fenómenos paranormales en el laboratorio del IAP (Instituto Argentino de Parapsicología), junto a Benjamín Santos Pedrotti, Daniel De Cinti y Julio Di Liscia. Luego en 1990, también junto a ellos y a Enrique Márquez, Alejandro Agostinelli, Enrique Carpinetti, Aldo Slepetis, Carlos Colombo y otros, impulsarían la creación del Centro Argentino para la Investigación y Refutación de la Pseudociencia (CAIRP). Presidió dicha entidad entre 1996 y 1997, además de dirigir entre 1991 y 1996 la revista El Ojo Escéptico, editada por la misma. Participó además en numerosos medios gráficos, como la revista El Cacerolazo (dirigida por Andrés Cascioli), Newsweek Argentina, Hombre, Bacanal, Psicología Positiva, Revista La Nación y Pensar (primera revista escéptica en español, editada por el Comité para la Investigación Escéptica, CSICOP).
Participó como orador en varios Congresos Mundiales e Iberoamericanos de Escepticismo: Burbank, EE. UU. (2002), Abano-Terme, Italia (2004), Buenos Aires, Argentina (2005), Lima, Perú (2006), Asunción, Paraguay (2011), en el "Simposio Internacional de Pensamiento Crìtico". Publicó artículos en las revistas "The Skeptical Inquirer", "Skeptical Briefs" (EE. UU.), "EL Gazette" (Inglaterra) y en "El Escéptico" (España).
Participó como columnista televisivo y radial, exponiendo investigaciones y refutando cuestiones sobre los temas relacionados con parapsicología, astrología, fenómeno OVNI y otras pseudociencias en programas de Raúl Portal y Jorge Lanata, entre otros.
En el año 2002 y en 2013 condujo en radio el programa periodístico La Burbuja, en FM Palermo.
Es representante de la organización CFI (Center for Inquiry) en la Argentina, entidad que promueve la ciencia, la razón y el humanismo secular. Fue organizador de la "Primera Conferencia Iberoamericana sobre Pensamiento Crítico" (Buenos Aires, 2005) y es expositor en numerosos congresos y eventos nacionales e internacionales. Además, dicta el curso "Creencias, Pseudociencias y Pensamiento Crítico".
Actualmente es Director de Revista Pensar, publicada por el Center For Inquiry.
También se desempeña como compositor y guitarrista de la Camerata Porteña.
Acaba de publicar su cuarto libro, esta vez sobre Los Beatles. "Beatles. Lo que siempre y nunca escuchaste sobre ellos". Ediciones del Camino.

## Obra
- 1998 - Puede fallar (junto a Ladislao Enrique Márquez).
- 2011 - ¡¿Por qué a mí?! Los errores más comunes que cometemos al pensar (con prólogo de Mario Bunge).
- 2012 - ¿Te atrevés a ser libre? Conquistar la libertad para ser feliz.
- 2016 - Beatles. Lo que siempre y nunca escuchaste sobre ellos.